# ناخن مصنوعی

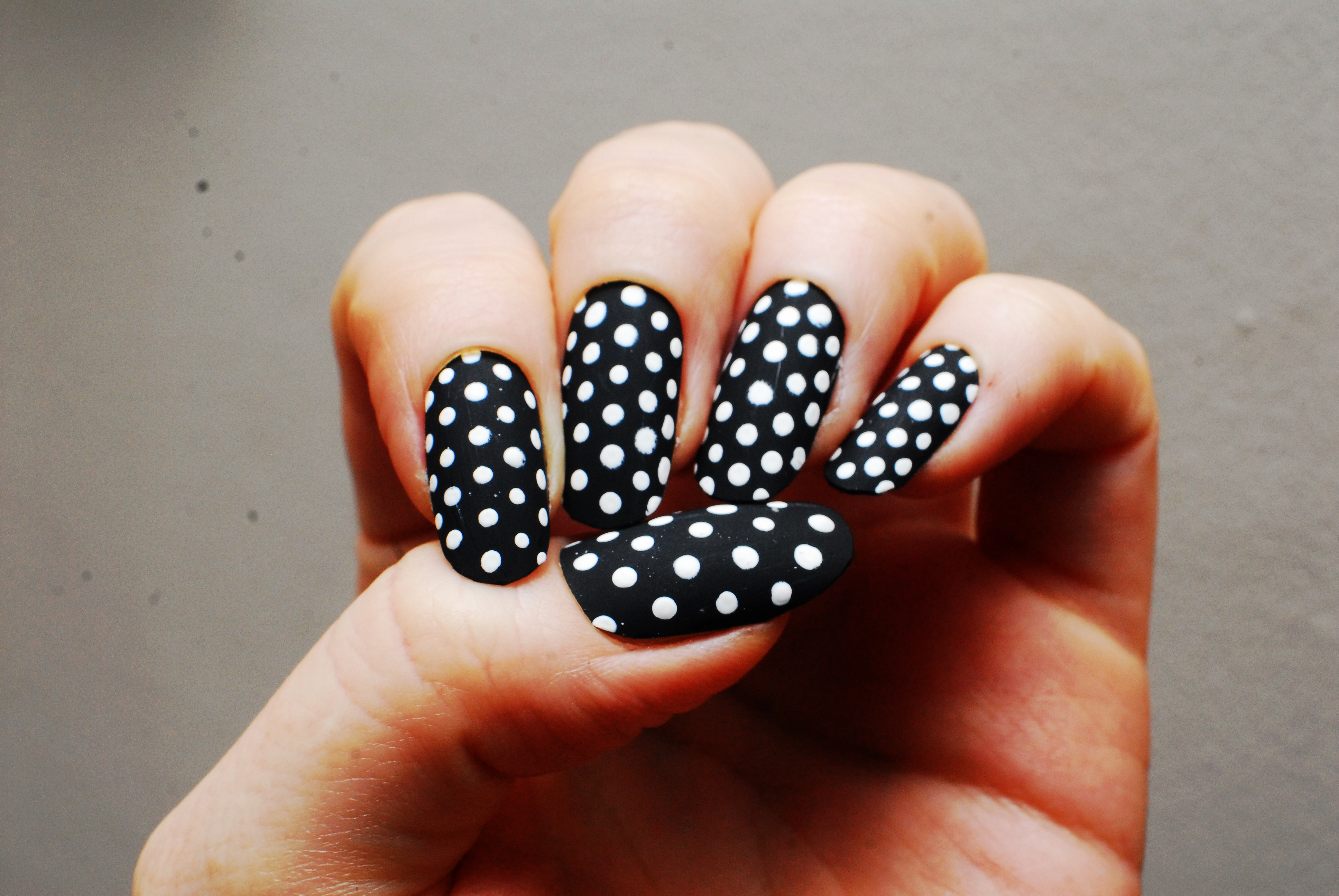
ناخن مصنوعی

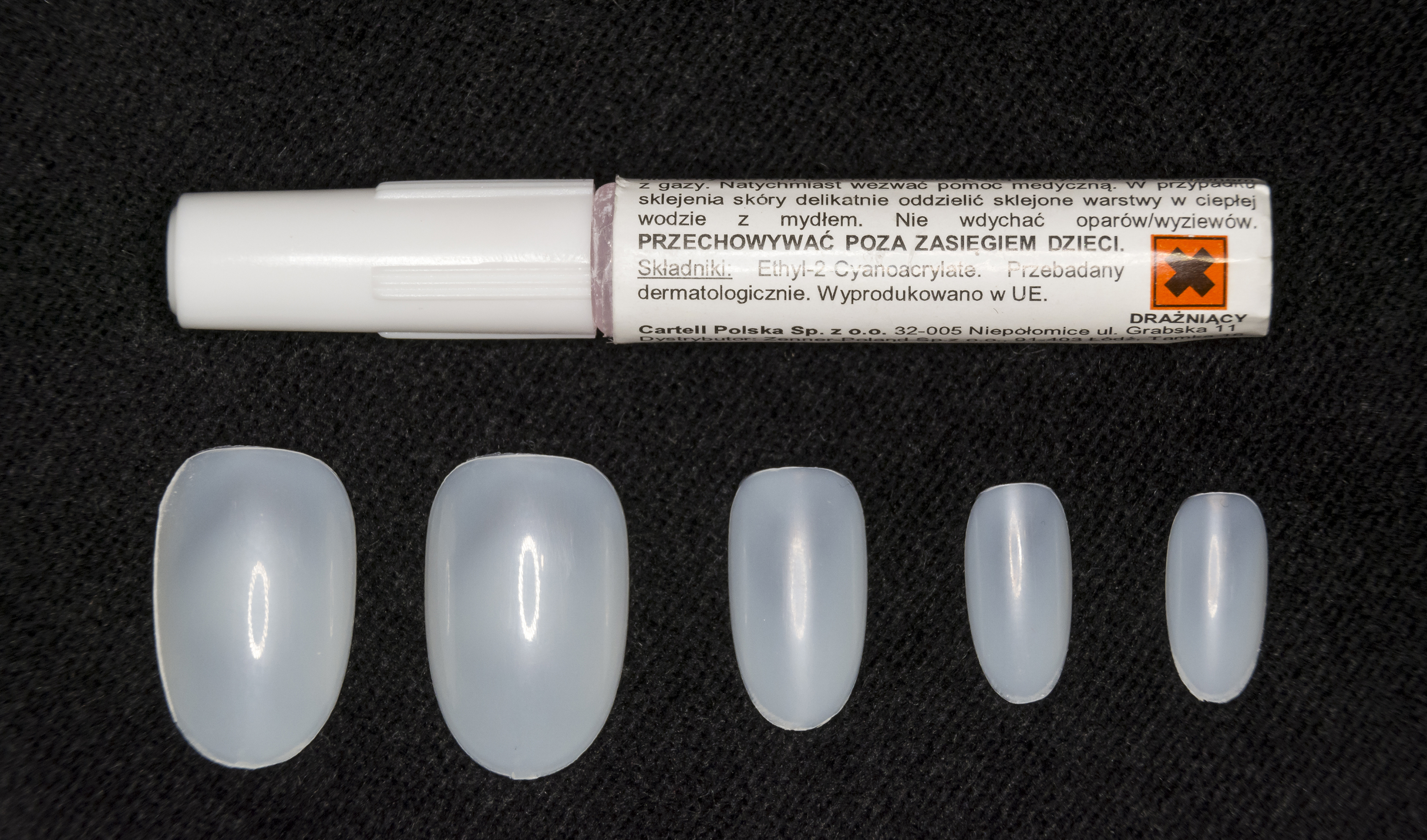
ناخن مصنوعی و چسب

ناخن‌های مصنوعی، که به ناخن‌های تقلبی، ناخن های کاذب، ناخن های مد، ناخن‌های اکریلیک، اکستنشن ناخن یا تقویت کننده ناخن نیز معروف هستند، لوازمی آرایشی هستند که به عنوان لوازم مد روی ناخن قرار می‌گیرند. برخی از طرح‌های ناخن مصنوعی سعی دارند تا حدممکن شبیه ناخن‌های واقعی باشند، در حالی که برخی دیگر ممکن است عمداً ظاهری هنری داشته باشند.
برخلاف بیشتر مانیکورها، ناخن‌های مصنوعی نیاز به نگهداری منظم دارند. توصیه می‌شود که به‌طور متوسط هر دو هفته تا یک ماه به آنها رسیدگی شود. با این وجود، تطبیق پذیری آنها از نظر شکل، اندازه، طرح و دوام نسبتاً بالا از مزایایی است که نسبت به انواع دیگر مانیکور دارند.

## انواع
ناخن‌های مصنوعی جایگزینی برای ناخن طبیعی نیستند و فقط یک لوازم آمد اضافه شده به ناخن می‌باشند. دو روش اصلی برای ایجاد ناخن مصنوعی وجود دارد - تیپس و فرم:
- تیپس، صفحه‌های پلاستیکی سبکی به شکل ناخن هستند که در انتهای ناخن‌های طبیعی چسبانده می‌شوند.
- فرم، ورقه‌هایی با لبه چسبناک هستند که به‌طور کامل در اطراف تمام ناخن گذاشته می‌شوند

در بالای این موارد، ممکن است از اکریلیک، ژل سخت یا ترکیبی از هر دو استفاده شود. تیپس در طرح‌های مختلف وجود دارد، از رنگ‌های جامد مانند ژل یا لاک ناخن معمولی گرفته تا طرح‌های گرافیکی مانند چاپ تصویر و رنگ‌های متالیک. ناخن‌های مصنوعی را می‌توان به شکل‌های مختلفی فرم داد و به شکل‌های مختلف درآورد، از جمله مربع، بیضی مربع شکل، گرد، بادامی و…

### ناخن‌های اکریلیک
ناخن‌های اکریلیک از شیشه‌های اکریلیک (PMMA) ساخته می‌شوند. ناخن‌های اکریلیک می‌توانند تا ۲۱ روز دوام داشته باشند اما با لمس کردن می‌توانند عمر بیشتری داشته باشند. برای داشتن رنگ ناخن‌های اکریلیک، می‌توان از لاک ژل، لاک ناخن و پودرهای آغشته استفاده کرد.

### ناخن ژلی
از ناخن‌های ژل می‌توان برای ایجاد اکستنشن ناخن مصنوعی استفاده کرد، اما می‌توان مانند لاک ناخن نیز آن را به کار برد. ماندگاری آنها بیشتر از لاک ناخن معمولی است و شکسته نمی‌شود. براق بودن این ناخن دو تا سه هفته طول می‌کشد.
ناخن‌های ژله ای محکم هستند، اگرچه به اندازه ناخن‌های اکریلیک یا فایبرگلاس قوی نبوده و گران‌ترند.

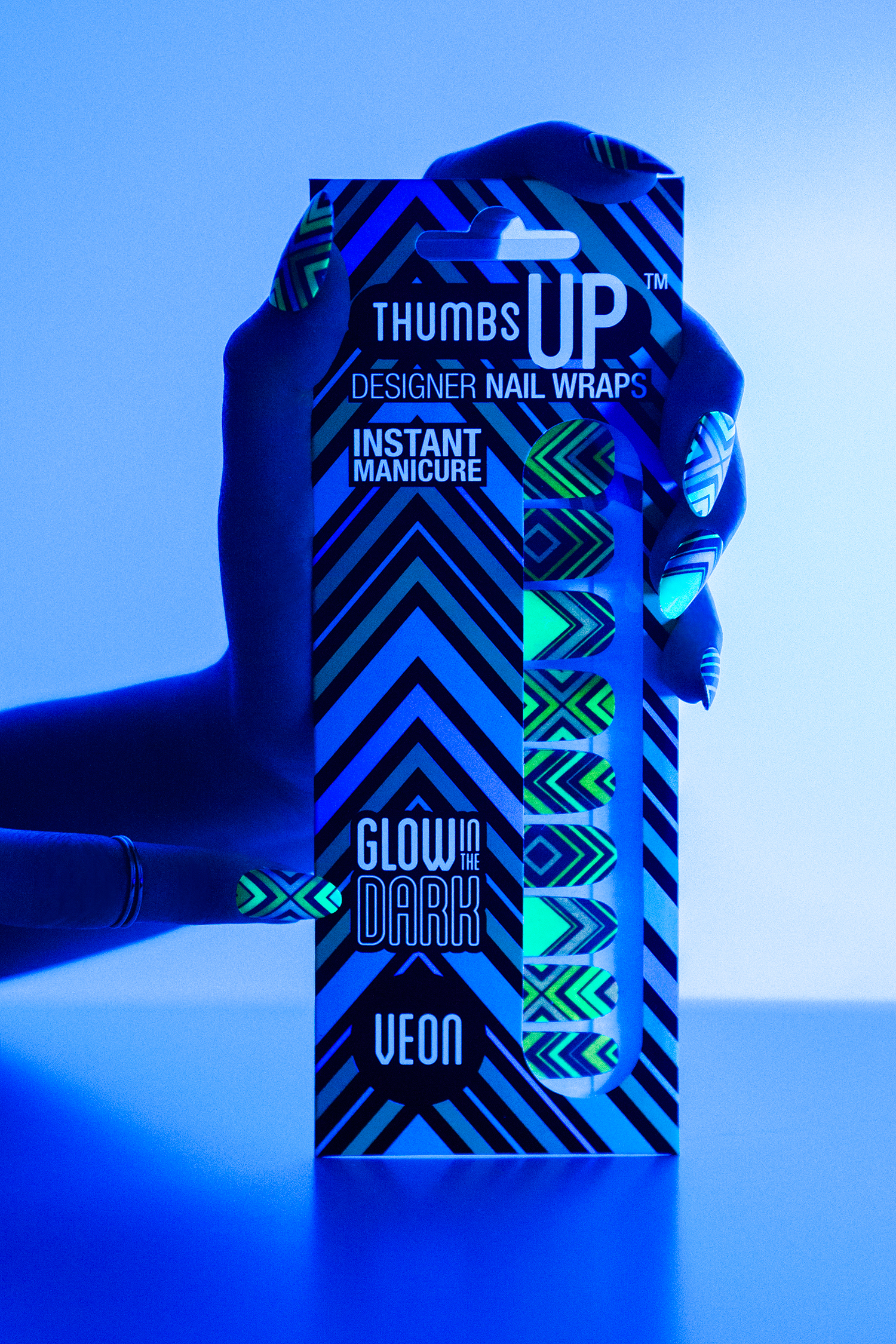
بسته‌بندی ناخن نئون

## اثرات سلامتی

### مزایای ثابت شده
ناخن‌های اکریلیک به پنهان کردن یا اصلاح شکل ناخن شکسته، آسیب دیده و کوتاه کمک می‌کند. آنها همچنین به جلوگیری از جویدن ناخن، شکستن و شکافته شدن آن کمک می‌کنند. از این ناخن زمانی استفاده می‌شودکه ناخن‌های طبیعی فرد رشد نکنند یا مقاومت کافی نداشته باشند.

### خطرات سلامتی
ناخن‌های مصنوعی اگر به درستی جایگذاری شوند معمولاً مشکلی ایجاد نمی‌کنند. با این حال، استفاده طولانی مدت و استفاده از ناخن‌های نا مناسب می‌تواند به بستر ناخن آسیب جدی برساند و رشد طبیعی ناخن را مختل کند. شایع‌ترین مشکل مرتبط با ناخن مصنوعی، عفونت قارچی است که ممکن است در سطح بین ناخن مصنوعی و طبیعی ایجاد شود.